# Спуститься на свою волну
«Спуститься на свою волну» (англ. Going Down in LA-LA Land, вариант перевода — На дне Страны грёз) — фильм сценариста и режиссёра Каспера Андреаса, его сюжет основан на романе Энди Зеффера.

## Сюжет
Адам, молодой и симпатичный парень, приехал из Нью-Йорка в Лос-Анджелес, чтобы осуществить свою давнюю мечту — стать актёром. Но сделать это совсем не просто, так как здесь полно таких же «дарований», которые хотят поймать за хвост птицу удачи. Вскоре Адам понимает, что должен найти работу, ибо на жизнь нужны деньги. Его привлекательная внешность приводит его в теневой бизнес Голливуда — порноиндустрию. И однажды Адам встречает Джона, звезду телеэкрана, гея и мужчину своей мечты, в которого тут же влюбляется.

## Отзывы критиков
На сайте Rotten Tomatoes по состоянию на май 2012 года фильм имеет 63-процентный «свежий» рейтинг (подсчитан на основе отзывов 8 рецензентов) со средним баллом 4.8 из 10 возможных.

## В ролях
| Актёр           | Роль  |
| --------------- | ----- |
| Мэтью Ладвински | Адам  |
| Эллисон Лэйн    | Кэнди |
| Майкл медико    | Джон  |
| Перес Хилтон    | Рики  |